# Acadiani
Gli Acadiani (in francese: Acadiens) sono un gruppo etnico del Canada, discendenti dei primi colonizzatori francesi che nel XVII secolo si insediarono nell'Acadia. Secondo il censimento canadese del 2001, nel Canada 71 590 abitanti si identificano come Acadiani. Gli Acadiani parlano una varietà di francese definito francese acadiano, differente dal vicino francese del Québec, sebbene abbia subito un'evoluzione parallela.

## Storia
Sebbene la maggior parte degli Acadiani siano canadesi francofoni, l'Acadia in realtà fu fondata in una regione geograficamente e amministrativamente separata dal Québec (che al tempo veniva chiamato Canada), portando allo sviluppo di due distinte storie e culture.
I primi colonizzatori, i cui discendenti diventeranno gli Acadiani, non provenivano dalle stesse aree geografiche della Francia, bensì dalle più diverse regioni francesi, come ad esempio dalla Bretagna così come dal Paese basco o dall'Occitania. Nella grande deportazione degli acadiani, una pulizia etnica avvenuta fra il 1755-1763, i coloni britannici deportarono circa  14 000 acadiani costringendoli ad abbandonare i territori da loro colonizzati, nel tentativo (parzialmente riuscito) di anglicizzare il territorio sia etnicamente che linguisticamente. Una parte di questi esuli si stabilirono nella Louisiana sud-occidentale, formando una distinta comunità locale ("Cadiens" o "Cajuns").

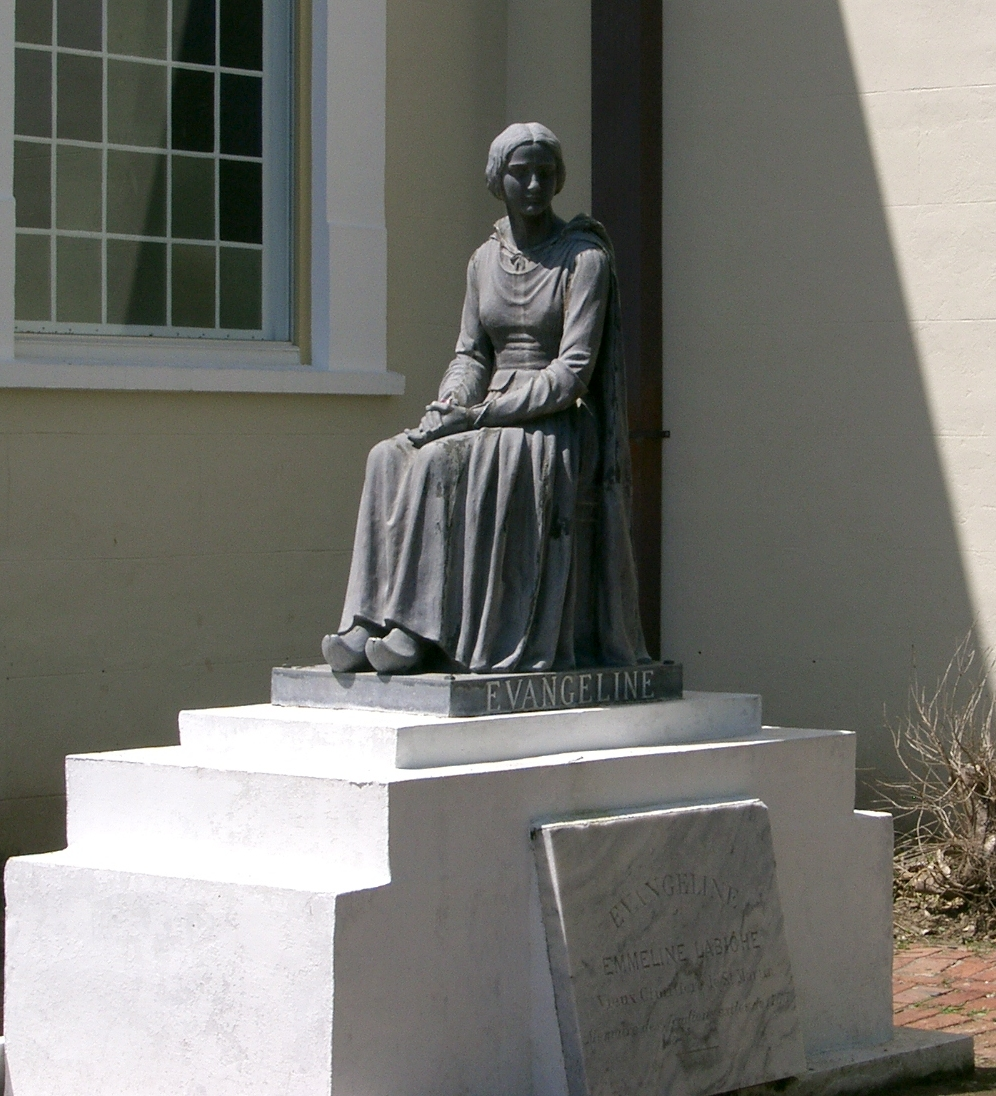
Statua della Evangeline di Longfellow a St. Martinville, Louisiana.

Nel 1847 lo scrittore americano Henry Wadsworth Longfellow pubblicò Evangeline o Un racconto dell'Acadia, un poema epico liberamente basato sugli eventi della deportazione del 1755. Il poema divenne un classico letterario americano e contribuì alla rinascita dell'identità acadiana sia nel Canada marittimo che in Louisiana. All'inizio del XX secolo furono erette due statue di Evangeline, una a St. Martinville e l'altra a Grand Pré, entrambe commemoranti l'espulsione. Robbie Robertson scrisse una popolare canzone basata sulla espulsione acadiana intitolata Acadian Driftwood, che comparve nell'album del 1975 del gruppo rock The Band, Northern Lights - Southern Cross.
Pélagie-la-charette di Antonine Maillet si riferisce al viaggio di ritorno in Acadia di numerose famiglie deportate, partite 15 anni dopo la grande espulsione. Il Memoriale Acadiano onora i tremila che si sistemarono in Louisiana. In tutta la Provincia Marittima Canadese vi sono monumenti che ricordano l'Espulsione, come quelli sull'isola di Giorgio e sull'isola Beaubears.